# Живан Сарамандић
Живан Сарамандић (Београд, 2. април 1939 — Београд, 30. јануар 2012) био је српски оперски певач (бас).

## Биографија
Сарамандић је рођен у Београду а одрастао у Аранђеловцу, где је завршио основну школу и гимназију, а затим уписује Економски факултет у Београду где је, као апсолвент Економског факултета, 1962. године добио позив да пева у великом варијетеу „Орфеум“, који је био културна институција од великог значаја. То је определило његову даљу каријеру, одустао од економије и посветио се певању. Похађао је часове код једне од највећих оперских певачица тог времена, Зденке Зикове.

## Каријера
Дебитовао је 21. септембра 1966. године, на сцени Народног позоришта у Београду, улогом краља Египта у опери Ђузепеа Вердија "Аида". 1968. примљен је у стални ангажман Народног позоришта.
Током дуге и богате каријере, остварио је значајне улоге басовског фаха у операма "Кнез Игор", "Иван Сусањин", „Моћ судбине“, "Фауст", "Набуко", "Севиљски берберин", "Борис Годунов", „Кнез од Зете“, "Ернани", "Дон Кихот", „Дон Карлос“, „Порги Бес“, „Атиле“ и многим другим.
Био је интерпретатор црначких духовних песама, а нарочито познат по свом извођењу руских народних песама из репертоара Фјодора Шаљапина.
Наступао је на оперским сценама у свету, попут Бољшој театра и Карнеги Хола али и у Атини, Софији, Прагу, Варшави, Кијеву, Одеси, Санкт Петербургу, Барселони, Берлину, Бечу, Паризу и Даблину.
Био је ожењен оперском певачицом Милком Стојановић.
Добитник је великог броја значајних награда и Посебног признања за допринос култури Републике Србије.
Сахрањен је у Алеји заслужних грађана на Новом гробљу у Београду.
Народно позориште у Београду је 30. јануара 2022. обележило 10 година од његове смрти.